# John Hough
John Hough (* 21. November 1941 in London, England) ist ein britischer Filmregisseur.

## Leben
John Hough beginnt mit Anfang 20 an britischen Filmsets in verschiedenen Positionen zu arbeiten. Eine Zeitlang arbeitete er als 2nd Unit Director und erhielt 1968 die Gelegenheit bei einer Folge der damals populären Serie Mit Schirm, Charme und Melone Regie zu führen. Sein Debütfilm Wolfshead: The Legend of Robin Hood erschien 1969. 1972 drehte er eine Verfilmung des Buches Die Schatzinsel von Robert Louis Stevenson mit Orson Welles als „Long John Silver“. 1974 folgt seine erste US-Produktion, der Actionfilm Kesse Mary – Irrer Larry.
Von da ab konzentriert sich Houghs auf Horror- und Science-Fiction-Filme. Es erscheinen Filme wie die Hammer-Produktion Draculas Hexenjagd, Die Flucht zum Hexenberg und die Fortsetzung Der Sieg der Sternenkinder. In den 1980ern sind es vor allem Billigproduktionen wie Dark Paradise und  Howling. Sein letzter Film nach einer 10-jährigen Pause ist der Slasher-Film Bad Karma. 1974 erhielt er den British Fantasy Award für Tanz der Totenköpfe.
Neben seiner Tätigkeit als Video- und Kinoregisseur führte er auch bei einigen Fernsehfilmen und Serienproduktionen wie The New Avengers (Mit Schirm, Charme und Melone, 1976/1977), Dempsey & Makepeace und die Hammer-Serie Hammer House of Mystery and Suspense Regie.
Sein Sohn Paul Hough trat in seine Fußstapfen und wurde ebenfalls Regisseur. Sein bekanntestes Werk ist die Filmdokumentation Backyard: Im Hinterhof der Hölle.

## Filmografie (Auswahl)
- 1968–1969: Mit Schirm, Charme und Melone (The Avengers, Regie bei vier Folgen, Regieassistenz bei 15 Folgen) und 1976: (The New Avengers, eine Folge)
- 1969: Wolfshead: The Legend of Robin Hood
- 1970: Eyewitness
- 1971: Draculas Hexenjagd (Twins of Evil)
- 1972–1974: Kein Pardon für Schutzengel (The Protectors, Fernsehserie, fünf Folgen)
- 1972: Die Schatzinsel (Treasure Island)
- 1973: Tanz der Totenköpfe (The Legend of Hell House)
- 1974: The Zoo Gang (Fernsehserie, drei Folgen)
- 1974: Kesse Mary – Irrer Larry (Dirty Mary Crazy Larry)
- 1975: Die Flucht zum Hexenberg (Escape to Witch Mountain)
- 1978: Der Sieg der Sternenkinder (Return from Witch Mountain)
- 1978: Verstecktes Ziel (Brass Target)
- 1980: Schrei der Verlorenen (The Watcher in the Woods)
- 1981: Incubus – Mörderische Träume (Incubus)
- 1983: Triumph des Mannes, den sie Pferd nannten (Triumphs of a Man Called Horse)
- 1985: Black Arrow – Krieg der Rosen (Black Arrow, Fernsehfilm)
- 1986: Hammer House of Mystery and Suspense (Fernsehserie, drei Folgen)
- 1986: Der Biggels-Effekt (Biggles: Adventures in Time)
- 1986: Dempsey & Makepeace (Dempsey and Makepeace, Fernsehserie, eine Folge)
- 1987: Dark Paradise (American Gothic)
- 1987: Wagnis der Liebe (A Hazard of Hearts, Fernsehfilm)
- 1988: Howling (Howling IV: The Original Nightmare)
- 1989: Gefährdete Liebe (The Lady and the Highwayman, Fernsehfilm)
- 1990: Ein Phantom in Monte Carlo (A Ghost in Monte Carlo, Fernsehfilm)
- 1991: Duell der Leidenschaften (Duel of Hearts, Fernsehfilm)
- 2002: Bad Karma